# Zbyněk Zeman
Zbyněk Anthony Bohuslav Zeman (18 de octubre de 1928 – 22 de junio de 2011) fue un historiador checo, que posteriormente obtuvo la nacionalidad británica. Publicó ampliamente sobre la historia de Europa Central y Oriental en el siglo XX. Como académico, enseñó en las universidades de St Andrews, Lancaster, Oxford y Praga. También trabajó en The Economist y Amnistía Internacional. En particular, Zeman fue el responsable de traducir al inglés la Crónica de sucesos actuales, el samizdat periñodico que documentó la violación de los derechos humanos de la Unión Soviética de 1968 hasta 1982.

## Obra seleccionada
- The Making and Breaking of Communist Europe (Noviembre de 1991)
- Pursued by a Bear: The Making of Eastern Europe (enero de 1989)
- Heckling Hitler: Caricatures of the Third Reich (1 de diciembre de 1987)[3]
- Selling the War: Art & Propaganda in World War II (abril 1982)
- The Masaryks: The making of Czechoslovakia (1976)
- A diplomatic history of the First World War (1971)
- The Gentleman Negotiators: a diplomatic history of World War I (1971)
- Twilight of the Habsburgs: the collapse of the Austro-Hungarian Empire (1971)
- Prague spring: A report on Czechoslovakia 1968 (1969)
- The merchant of revolution : the life of Alexander Israel Helpland (Parvus) 1867–1924 (con Winfried B. Scharlau, 1965)
- Nazi Propaganda (1 de enero de 1964)
- The Break-Up of the Habsburg Empire 1914–1918 – A Study in National and Social Revolution (1961)
- Germany and the Revolution in Russia, 1915–1918: Documents from the Archives of the German Foreign Ministry (1958)